# امامزاده سید بهلول

ضریح امام زاده سید بهلول

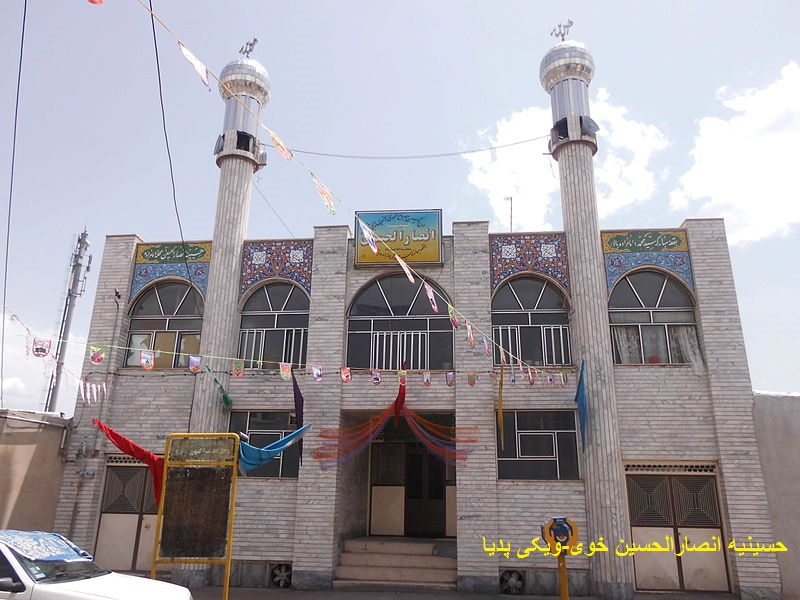
حسینیه انصارالحسین در محله امام زاده سید بهلول خوی

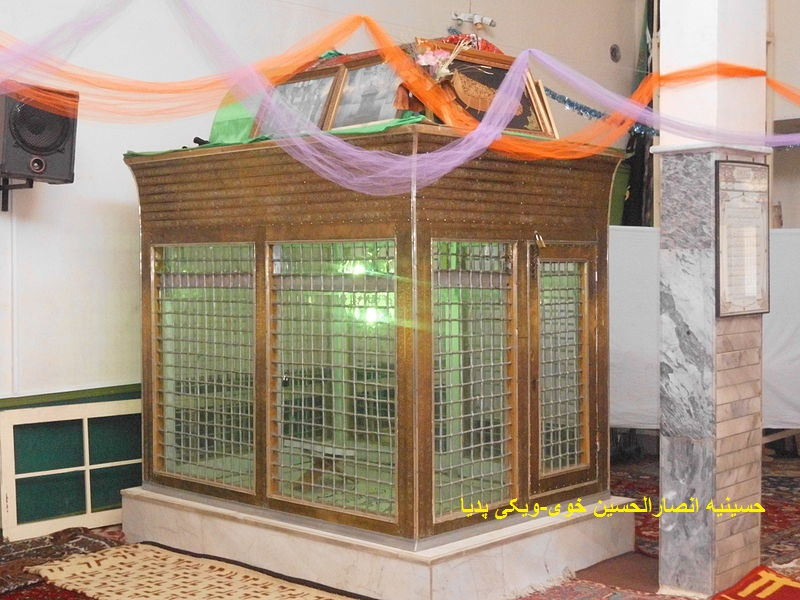
قبر و مزار سید محمد مدفون در انصارالحسین خوی

این امام زاده در محله‌ای به همین نام در شهرستان خوی واقع گردیده و بزرگترین مکان زیارتی این شهر است. که اکثر رجال مذهبی و سیاسی و نامی این شهر در این مکان مدفون هستند. نقل است جنازه این سید پس از قتل توسط عباسیان در این محل که گندمزاری بوده‌است به صورت شبانه و پنهانی مدفون گردیده بود. کشاورز این مزرعه هنگام آبیاری آن متوجه می‌شود آب در قسمتی از زمین فرونرفته و جمع می‌شود. کشاورز به موضوع حساس می‌شود و پس از کندن زمین برای علت این امر، به جنازه سید بهلول می‌رسد. ایشان را به صورت مخفیانه به دور از چشم عباسیان وقت (اکثر جمعیت شهر اهل تسنن بوده و بسیاری هنوز بر دین مسیح بودند) را خبر میکند تا در آن مکان دفنش می‌کنند. به استناد سنگ قبر مرمری که سال ۱۳۷۶ خورشیدی در این مکان کشف گردیده، وی با دو نسل، منسوب به امام علی النقی می‌باشند که در سال ۳۲۷ هجری پیکرش در این مکان دفن شده‌است. به استناد این سنگ نوشته می‌توان ادعا کرد امام زاده سید بهلول قدیمی‌ترین امام زاده در منطقه آذربایجان است. داخل حرم آیینه کاری و منقش کاری زیبایی به چشم می‌خورد. این بنای مذهبی تا کنون بیش از ۳ بار تجدید بنا و بازسازی شده که آخرین بازسازی آن مربوط به سال ۱۳۶۷ می‌باشد. در سال۱۳۹۱ طرح‌های گسترش حرم در مورد ایجاد بناهای جدید در اطراف آن نیز اجرا شد. طرح گسترش و رهاسازی مسیر این امام زاده تا مزار شمس تبریزی که در فاصله ۸۰۰ متری آن است، در سال‌ های اخیر با جدیت طرح‌های مطالعاتی آن در شرف تکمیل و اجرا است. در راستای توسعه امکانات زیارتی و گردش گری این مکان زیارتی، هتل بزرگ و مجهزی در سال ۱۳۹۰ در نزدیک این مکان مذهبی افتتاح گردیده‌ است. اطراف این مکان مذهبی از دیر باز به عنوان مکانی مقدس برای دفن اموات بود. که در سال ۱۳۵۹ بخشی بزرگی از این گورستان را دولت تملک نموده و در آن اقدام به ساخت مدرسه و درمانگاه کرد.

## مقبره آقا میر هادی سیدکوثری
در این گورستان در سال ۱۳۰۵ سیدی به نام میر هادی سید کوثری مدفون می‌گردد. سالیان بعد که گورستان بزرگ امام زاده تبدیل به مراکز دولتی می‌گردد، آرامگاه او به علت احترام فوق‌العاده و کثرت زایران وی تخریب نمی‌شود و به صورت زیارتگاهی که ۲۳ متر زیربنا دارد مورد بازسازی و بر بالای آن گنبد و گلدسته‌ای ساخته می‌شود. که هم‌اکنون به نام مقبره (میر هادی آقا) در بین مردم مورد زیارت قرار می‌گیرد. ایشان از سلاله امام سجاد و ساکنان منطقه قفقاز ایران بود که پس از تسلط روس‌ها به آن منطقه و افزودن این سرزمین بر قلمرو خود در زمان قاجار، ملک و خانه و کاشانه خود را ترک و به شهر خوی مهاجرت می‌نمایند. داخل این زیارت گاه آرامگاه خانوادگی ایشان است. نقل است خود این سید مکان دقیق دفن خود را که هم‌اکنون در آن مدفون است، قبلاً مشخص و وصیت کرده بود.